# Michael Herl
Michael „Michi“ Herl (* 9. Dezember 1959 in Pirmasens) ist ein deutscher Journalist, Autor, Fernsehmoderator, Regisseur, Schauspieler und Dokumentarfilmer.

## Leben
Herl besuchte 1981 bis 1982 die Deutsche Journalistenschule in München. Im Anschluss war er beim Magazin Stern in Hamburg, danach in der Redaktion in Frankfurt am Main beschäftigt. Seit 1984 war Herl als freischaffender Journalist und Dokumentarfilmer tätig: So schrieb Herl unter anderem für die Blätter Geo, Süddeutsche Zeitung, Die Zeit, Merian, Zürcher Weltwoche und Frankfurter Rundschau und drehte Fernsehbeiträge und Filme für WDR, SWF, NDR, RAI (Italien), Report Baden-Baden und Monitor. Seine Arbeiten konzentrierten sich in dieser Zeit auf die Bereiche Umwelt, Soziales und Gesellschaftspolitik, zeitweise berichtete Herl auch aus Asien. 1984 ließ sich Herl im Auftrag von Franz Alt, Report Baden-Baden, in die geschlossene Abteilung einer Psychiatrischen Anstalt einweisen und filmte dort mit versteckter Kamera.
1986 führte Herl Co-Regie bei WAAhnsinn – Der Wackersdorf-Film, einem von Wim Wenders produzierten Kinofilm über das Anti-WAAhnsinns-Festival gegen die atomare Wiederaufarbeitungsanlage Wackersdorf.
1996 veröffentlichte Herl mit Stephan Morgenstern das Dia-Essay Adonis und das Auto aus Rußland (Musik: Jannis Karis, Sprecherin: Anne Bennent), das er in ca. 100 Städten präsentierte. Seit 1999 war er viermal pro Woche als Co-Moderator in der Sendung Late Lounge des hr-fernsehens zu sehen und spielte als Nebendarsteller in Folgen der TV-Serien Polizeiruf 110, Die Kommissarin, Ein Fall für Zwei, sowie in der SAT 1-Produktion Ein Teufel für Familie Engel (Regie: Rolf Silber) und dem Kinofilm 13 Semester. 1998 gründete Herl das Stalburg Theater, eine Bühne mit eigenen Theaterproduktionen im Frankfurter Nordend, für die er als Künstlerischer Leiter selbstgeschriebene Stücke beisteuert. 2005 wurde Herl vom HR nach 1400 Sendungen bei Late Lounge entlassen, da er öffentlich die geplante Einstellung der Sendung kritisiert hatte.
Seit 2012 schreibt Herl jeden Dienstag eine Kolumne für die Frankfurter Rundschau.

## Theaterstücke
- 1998 Mutterlos
- 1999 On Air
- 2000 Junger Mann zum Mitreisen gesucht
- 2002 Wer kocht, schießt nicht
- 2002 Von oben ist die Welt so klein, mit Simone Jung
- 2003 Sperrmüll
- 2005 Neumann nach Berlin
- 2008 Brumm Brumm
- 2009 Herzscheiße, mit Liedern von Funny van Dannen
- 2011 Waldweiberwildwechsel
- 2012 Jürgen von Nazareth
- 2013 Sex. Oder so. – Der Mann, der noch nie mit seiner Frau über Gurkensalat gesprochen hat
- 2015 Captain’s Dinner
- 2021 Stammgäste[2]

Alle Stücke außer „Waldweiberwildwechsel“ wurden am Stalburg Theater in Frankfurt inszeniert, Wer kocht, schießt nicht außerdem in Bremen, Kassel, Göttingen und Dresden. „Brumm Brumm“ hatte im September 2011 unter dem Titel Die Fleppen sind weg am Theater Wechselbad in Dresden Premiere. Waldweiberwildwechsel kam dort am 2. März 2012 zur Uraufführung, Jürgen von Nazareth wurde am 20. November 2012 ebenfalls in Dresden uraufgeführt. Die Uraufführung von Sex. Oder so. war am 5. September 2013 im Stalburg Theater.

## Bücher
- mit Mike Alnutt (Hrsg.): WAAhnsinn. Franz Greno Verlag, Nördlingen 1986, ISBN 3-89190-750-8.
- mit Simone Jung: Von oben ist die Welt so klein. Axel Dielmann Verlag, Frankfurt am Main 2002, ISBN 3-933974-34-8.
- Heimatkunde Frankfurt. Hoffmann und Campe Verlag, Hamburg 2007, ISBN 978-3-455-38023-1.
- Eigentlich... – 99 Kolumnen. Schöffling-Verlag, Frankfurt am Main 2017, ISBN 978-3-89561-666-2.

## Auszeichnungen
- 2003 Nominierung für den Grimme-Preis für Late Lounge
- 2003 Best Corporate Publishing Award in Silber
- 2005 Kulturpreis „Skyline“ der SPD Frankfurt am Main
- 2022 Friedrich-Stoltze-Preis des Vereins „Freunde Frankfurts – Verein zur Pflege Frankfurter Tradition e.V.“[3]